# Illes insulars

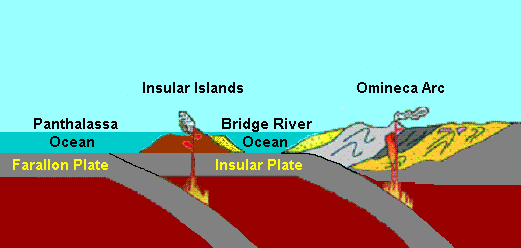
El pont entre Amèrica del Nord i els arcs insulars i arcs volcànics Omineca

Les Illes Insulars (en anglès: Insular Islands) van ser una cadena gegant d'illes volcàniques actives a l'oceà Pacífic durant el període Cretaci a dalt de l'anomenada Placa Insular, que va començar fa 130 milions d'anys. Les illes insulars estaven envoltades per dos oceans prehistòrics; Pantalassa i Oceà Bridge River. Fa uns 115 milions d'anys, aquestes illes van xocar amb el continent Nord-americà i tancant l'Oceà Bridge a mitjan Cretaci.
Com les anterior Illes Intermontanes, la seva gran mida va impedir que fossin empeses sota la Placa Nord-americana.